# 逆縁
逆縁（ぎゃくえん）とは、仏の教えを素直に信じない（縁に背く）こと、またはそのような救い難い人をいう。順縁の反対語。また、仏法を誹謗したことがかえって仏道に入ることを指して言う場合もある。

## 概説
もともとは、因果や道理に違背・違逆して、人間の倫理に反する言動や行為により仏道に違背することであるが、後に仏法を誹謗したことが逆に縁となって、仏法に帰依するような場合も指すようになった。また、自分の修行を妨げる因縁も指していう場合がある。
法華経の方便品第2で、肝心な教えが説かれる前に5000人の増上慢の比丘が去ったという「五千起去」（ごせんきこ、ききょ）は、逆縁の典型的な例といわれる。
また涅槃経には、毒鼓の縁という有名なたとえ話が説かれる。毒鼓とは、毒薬を塗った太鼓で、それを打ち鳴らすと聞いた人はみんな死んでしまうという伝説であり、それと同じように仏の教えは衆生の貪・瞋・癡の三毒を滅すことができるということを表している。
京都の上醍醐寺は西国三十三所の第十一番として数えられるが、そのご詠歌には「逆縁も　漏らさで救う　願なれば　准胝堂は　たのもしきかな」とある。

## 転用
生前の仇敵が供養をなすことから、親類縁者でもない者が供養する、また年長者が年少者の供養をすることを逆縁というが、これが俗に転用されて、親より先に死ぬことを逆縁というようになった。また、寡婦が夫の兄弟と再婚すること、広くは寡夫が妻の姉妹と再婚することも含めて逆縁婚という（レビラト婚、ソロレート婚を参照）。